# Miękisz wieloramienny

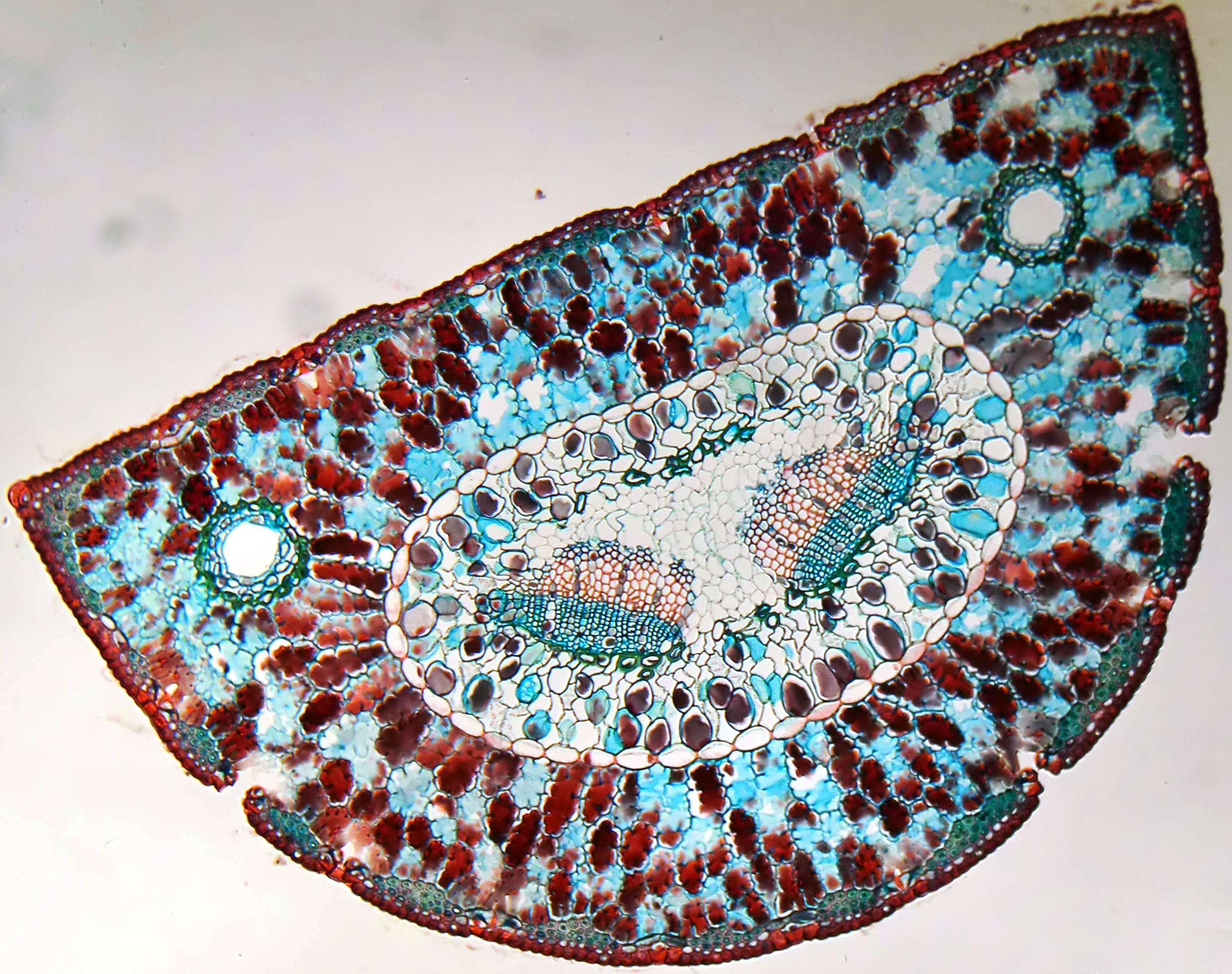
Przekrój przez liść sosny zwyczajnej

Miękisz wieloramienny – rodzaj miękiszu asymilacyjnego występującego głównie u roślin nagonasiennych. 

Miękisz asymilacyjny liści szpilkowych zbudowany jest z komórek o grubych ścianach tworzących wpuklenia do środka. Komórki tworzą warstwy prostopadłe do osi szpilki. Pomiędzy warstwami znajdują się przestwory międzykomórkowe. Są widoczne jedynie na przekroju podłużnym.

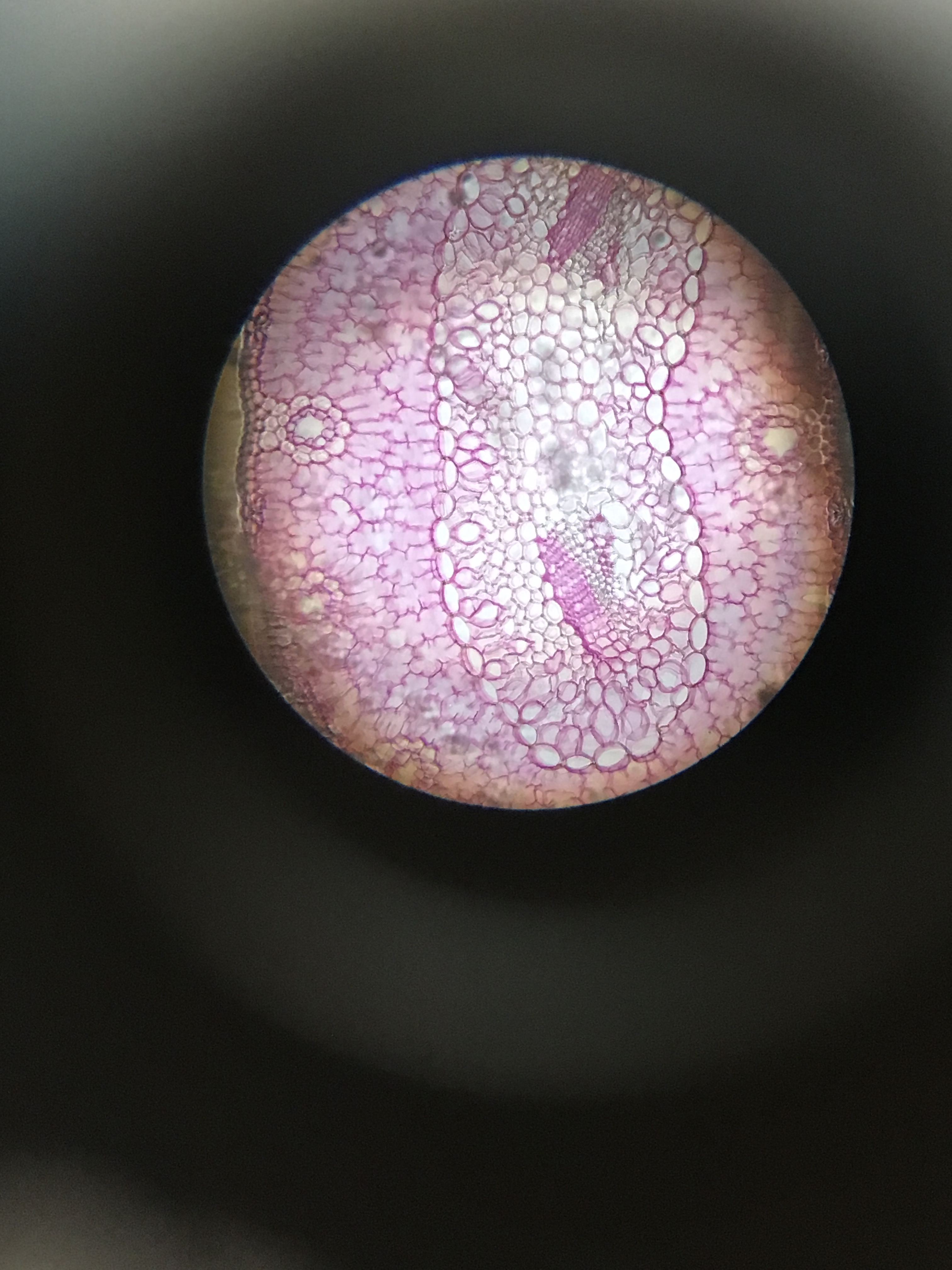
Zdjęcie spod mikroskopu optycznego